# Стіганд
Стіганд (? — 1072) — релігійний діяч у Англії до вторгнення норманів. Стіганд був радником при кількох членах англо-саксонських та норманських королівських династій, служив послідовно шести королям.
Перші наявні згадки про Стіганда у письмових джерелах стосуються його служби як капелана та радника у короля Канута Великого. Потому він продовжував служити і синам Канута, Гарольду та Хардекнуду, а також його побічному сину Едуарду Сповіднику. У 1043 році Едуард призначив Стіганда єпископом Ельмхема. За чотири роки, у 1047, його було призначено єпископом Вінчестера, а у 1052 — архієпископом Кентерберійським, при цьому Стіганд зберігав за собою посаду єпископа Вінчестерського. За таке обіймання двох посад його було відлучено від церкви Папою Левом IX, потім це відлучення підтверджувалось і наступними Папами.
Стіганд був присутнім при смерті короля Едуарда Сповідника та при коронації Гарольда Годвінсона у 1066 році. Пізніше нормани стверджували, що саме Стіганд коронував Гарольда, а це, через відлучення Стіганда, робило коронацію незаконною та виправдовувало захоплення влади Вільгельмом Завойовником. Після смерті Гарольда Стіганд присягнув Вільгельму і на Різдво 1066 року асистував Елдреду, архієпископу Йоркському, на коронації.
Ще кілька років Стіганд продовжував обіймати посаду архиєпископа, але у 1070 Синод англійської церкви під головуванням папського легата усунув Стіганда з посади, після чого його було заарештовано та ув'язнено у Вінчестері, де він і помер у 1072 році.